# Marian Stachelski
Marian Bernard Stanisław Stachelski (ur. 1 czerwca 1895, zm. 1968 w Warszawie) – major piechoty Wojska Polskiego, działacz niepodległościowy, kawaler Orderu Virtuti Militari.

## Życiorys
Urodził się 1 czerwca 1895 w rodzinie Jana Stochelskiego (1863–1906) i Izabeli z Myszkowskich (1866–1907). Po odzyskaniu przez Polskę niepodległości został przyjęty do Wojska Polskiego. Przydzielony do 8 pułku piechoty Legionów brał udział w wojnie polsko-ukraińskiej i wojnie polsko-bolszewickiej. Został awansowany do stopnia kapitana piechoty ze starszeństwem z dniem 1 czerwca 1919. W 1923, 1924 był nadal oficerem do 8 Pułku Piechoty Legionów, stacjonującego w Lublinie. Został awansowany do stopnia majora piechoty ze starszeństwem z dniem 1 stycznia 1928. W 1928 był oficerem sztabowym 1 pułku strzelców podhalańskich w Nowym Sączu. W październiku 1931 został przeniesiony do dyspozycji dowódcy Okręgu Korpusu Nr VI do prac Przysposobienia Wojskowego. W tym czasie pełnił funkcję komendanta Okręgu VI Związku Strzeleckiego we Lwowie. W kwietniu 1934 został przeniesiony z DOK VI do 82 Pułku Piechoty w Brześciu na stanowisko dowódcy batalionu. W 1936 był oficerem rezerwy Związku Strzeleckiego w stopniu okręgowego. W 1939 roku pełnił służbę w Komendzie Rejonu Uzupełnień Baranowicze na stanowisku komendanta rejonu uzupełnień. 
W czasie II wojny światowej był jeńcem obozów w Ostaszkowie i Kozielsku (uwolniony przez Wasilija Michajłowicza Zarubina – majora NKWD). W 1946 przebywał w Kairze, potem w Londynie. Do Polski powrócił w 1967.
Zmarł w Warszawie w 1968. Pochowany na cmentarzu parafialnym przy kościele św. Katarzyny w Warszawie.
Jego żoną była Maria Halina z Wrzosków (1898–1942), która zginęła w obozie koncentracyjnym w Ravensbrück.

## Ordery i odznaczenia
- Krzyż Srebrny Orderu Wojskowego Virtuti Militari
- Krzyż Niepodległości (4 listopada 1933)[16][17]
- Krzyż Walecznych (czterokrotnie)
- Złoty Krzyż Zasługi (19 marca 1931)[18]
- Medal Pamiątkowy za Wojnę 1918–1921
- Medal Dziesięciolecia Odzyskanej Niepodległości
- Odznaka Pamiątkowa 1 pułku strzelców podhalańskich
- Medal 10 Rocznicy Wojny Niepodległościowej (Łotwa)[19]